# Batalha de Assandun

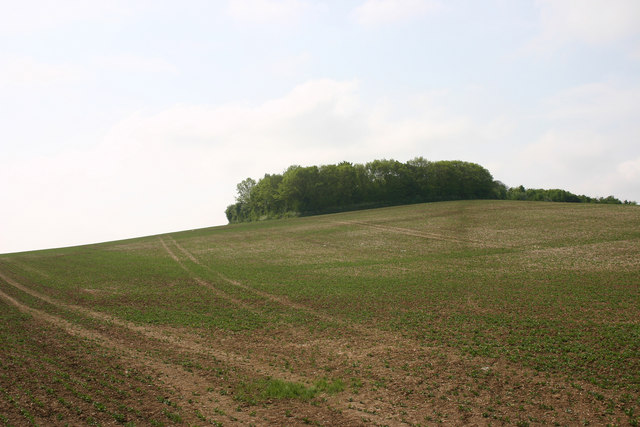
Colina de Ashingdon, possível local da batalha

A Batalha de Assandun (ou Essendune) foi travada entre exércitos dinamarqueses e ingleses em 18 de outubro de 1016. Há divergência se Assandun pode ser Ashdon, perto de Saffron Walden, no norte de Essex, Inglaterra, ou, como há muito se supõe, Ashingdon, perto de Rochford, no sudeste de Essex. Terminou com a vitória dos dinamarqueses, liderados pelo rei Canuto, que triunfou sobre um exército inglês liderado pelo rei Edmundo Braço de Ferro. A batalha foi a conclusão da Invasão da Inglaterra por Canuto.

## Prelúdio
Em 23 de abril de 1016, o rei Etelredo II morreu de uma doença da qual sofria desde o ano anterior. Duas assembleias opostas se reuniram para nomear seu sucessor; uma assembleia de cidadãos de Londres declarou Edmundo como rei e o maior Witan em Southampton declarou Canuto como rei. Durante o outono de 1016, o rei Edmundo reuniu um exército composto por tropas da Saxônia Ocidental, bem como homens do sul da Inglaterra, para derrotar uma força dinamarquesa liderada pelo rei Canuto que havia navegado pelo Tâmisa até Essex.

## Batalha
Em 18 de outubro, quando os dinamarqueses retornavam aos seus navios, as duas forças finalmente se enfrentaram em um local chamado Assandun, cuja localização exata é disputada. Edmundo formou seus homens em três linhas e lutou entre as linhas de frente para encorajar seus homens, enquanto Canuto, mais estrategista do que guerreiro, não lutou entre suas fileiras. Durante a batalha, Eadric Streona, o ealdorman da Mércia, abandonou a batalha, permitindo que os escandinavos rompessem as linhas inglesas e obtivessem uma vitória decisiva. A versão em Encomium Emmae Reginae diz que Eadric instou seus homens a fugir antes do início da batalha, dizendo: "Vamos fugir e salvar nossas vidas da morte iminente, ou então cairemos imediatamente, pois conheço a ousadia dos dinamarqueses". No entanto, também infere que essa declaração é um engano de Eadric: "E segundo alguns, ficou evidente depois que ele fez isso não por medo, mas com astúcia; e o que muitos afirmam é que ele havia prometido isso secretamente aos dinamarqueses em troca de algum favor." Vendo uma boa parte de seu exército deixar o campo, Edmundo não se intimidou. Ele disse a seus guerreiros que estavam melhor sem os covardes que os abandonaram, e avançou para o meio do inimigo, derrubando os dinamarqueses de todos os lados. Eadric Streona já havia desertado para Canuto quando este desembarcou na Inglaterra, mas após a derrota de Canuto na Batalha de Otford, ele voltou para os ingleses. No entanto, isso foi um truque, pois ele novamente traiu os ingleses em Assandun.
Durante o curso da batalha, Eadnoth, o Jovem, Bispo de Dorchester on Thames, foi morto pelos homens de Canuto enquanto celebrava missa em nome dos homens de Edmundo Braço de Ferro. De acordo com o Liber Eliensis, a mão de Eadnoth foi primeiro cortada por causa de um anel, e depois seu corpo foi cortado em pedaços. Ulfcytel Snillingr também morreu na batalha.

## Consequências
Após sua derrota, Edmundo foi forçado a assinar um tratado com Canuto. Por este tratado, toda a Inglaterra, exceto Wessex, seria controlada por Canuto e, quando um dos reis morresse, o outro assumiria toda a Inglaterra, sendo o filho desse rei o herdeiro do trono. Após a morte de Edmundo em 30 de novembro, Canuto se tornou o rei de toda a Inglaterra. Em 18 de outubro de 1032, uma igreja em Assandun foi consagrada para comemorar a batalha e aqueles que haviam morrido durante ela.

## Localização do campo de batalha
Há outra possível localização da batalha: Ashdon, também em Essex, ou mais próximo de Hadstock nas proximidades. Houve muitas descobertas de moedas romanas e anglo-saxônicas na área, e a construção da linha ferroviária de Saffron Walden a Bartlow através do "Campo Vermelho" entre Hadstock e Linton na década de 1860 descobriu um grande número de restos esqueléticos. Historiadores têm argumentado inconclusivamente sobre os diferentes locais por anos. A igreja de madeira do século X de Ashdon, ela própria possivelmente construída no local de um templo pré-cristão, foi provavelmente reconstruída em pedra no início do século XI, aproximadamente na época certa para a conquista de Canuto. Pouco resta das estruturas anteriores, que foram amplamente obliteradas pela construção da atual igreja de Todos os Santos durante o final do século XIII até o início do século XV. Um possível local para a igreja de Canuto é a Igreja de São Botolph em Hadstock, conhecida por datar do início do século XI, ainda em grande parte existente, e muito mais próxima de um local alternativo de batalha.

## Legado
A batalha é mencionada brevemente na Knýtlinga saga, que cita um verso de poesia escáldica de Óttarr svarti, um dos poetas da corte de Canuto.
O rei Canuto travou a terceira batalha, uma grande, contra os filhos de Etelredo em um lugar chamado Ashington, ao norte das Florestas dos Dinamarqueses. Nas palavras de Ottar:
Em Ashington, você trabalhou bem
na guerra de escudos, rei-guerreiro;
marrom era a carne dos corpos
servida ao pássaro de sangue:
no massacre, você venceu,
senhor, com sua espada
nome suficiente lá,
ao norte das Florestas dos Dinamarqueses.
Em 2016, o milésimo aniversário da batalha foi celebrado em Ashingdon com uma recriação histórica.

## Leituras adicionais
- Bartlett, W. B. (2018). King Cnut and the Viking Conquest of England 1016. [S.l.]: Amberley Publishing
- Benton, Philip (1867). The History of Rochford Hundred. [S.l.]: A. Harrington